# 新人王戦 (日本プロ麻雀連盟)
新人王戦（しんじんおうせん）は、（株）JPMLが主催、日本プロ麻雀連盟が大会運営、龍龍と日本プロ麻雀連盟チャンネルの協力で開催している麻雀のタイトル戦で、1985年に第1期が開催された。

## 概要
連盟入会から6年目以内の新人プロが出場可能な大会である。ルールは連盟公式ルール（2016年までは連盟Aルール名称）。
まず東京本部所属と地方本支部所属に分けて4回戦（各50分＋1局）を行い、トータルでプラスだった新人プロ全員が5回戦に進出。5～7回戦（同）は両所属混合で行って各回戦毎に脱落者を決め、最終的に7回戦終了時点のトータル上位4名が決勝に進出。翌日に決勝4回戦（時間制限なし）を行い、トータルでトップの新人プロが新人王となる他、第36期からは優勝賞金として50万円が授与される。
ニコニコ生放送などでは決勝戦の対局を生配信している。

## 歴代優勝者
- 第1期 小見川伸訓（荒正義）
- 第2期 沢崎誠
- 第3期 原浩明
- 第4期 下山道男
- 第5期 伊藤慎一
- 第6期 浦田豊人
- 第7期 吉田幸一
- 第8期 佐々木慶太
- 第9期 高橋健二
- 第10期 谷口佳之
- 第11期 多井隆晴（現RMU）
- 第12期 中橋豊
- 第13期 横塚隆志
- 第14期 工藤大介
- 第15期 紺野真太郎
- 第16期 清野雄一郎
- 第17期 金沢真
- 第18期 大橋良弘（ダンプ大橋）
- 第19期 小山輝
- 第20期 天音まこと ※
- 第21期 仲田加南 ※
- 第22期 平尾昌邦
- 第23期 福光聖雄
- 第24期 蛯原朗
- 第25期 大庭三四郎
- 第26期 嶋村泰之
- 第27期 岡本和也
- 第28期 柴田吉和
- 第29期 井上美里 （波奈美里）※
- 第30期 藤井崇勝
- 第31期 山下将浩
- 第32期 日髙志穂 ※
- 第33期 松本幸大
- 第34期 石川遼
- 第35期 木本大介
- 第36期 曽篠春成
- 第37期 横田幸太朗

※は女流雀士